# Minićevo
Minićevo (cyr. Минићево) – wieś w Serbii, w okręgu zajeczarskim, w gminie Knjaževac. W 2011 roku liczyła 779 mieszkańców.